# Ričardas Berankis
Ričardas (Richard) Berankis (Vilnius, 21 de Junho de 1990) é um tenista profissional lituano, vencedor de uma temporada juvenil, Berankis tem como melhor ranking de N. 50 na ATP.

## Carreira

### Rio 2016
Em simples, ele perdeu na primeira rodada para o australiano John Millman, por 6-0, 6-0.

## ATP Tour finais

### Simples: 1 (1 vice)
| Legenda                           |
| --------------------------------- |
| Grand Slam (0–0)                  |
| ATP World Tour Finals (0–0)       |
| ATP World Tour Masters 1000 (0–0) |
| ATP World Tour 500 Series (0–0)   |
| ATP World Tour 250 Series (0–1)   |

| Títulos por Piso |
| ---------------- |
| Duro (0–1)       |
| Saibro (0–0)     |
| Grama (0–0)      |
| Carpete (0–0)    |

| Títulos por Local |
| ----------------- |
| Outdoors (0–1)    |
| Indoors (0–0)     |

| Resultados | Data                | Torneio                            | Piso | Oponente    | Placar   |
| ---------- | ------------------- | ---------------------------------- | ---- | ----------- | -------- |
| Vice       | 29 de julho de 2012 | Los Angeles Open, Los Angeles, EUA | Duro | Sam Querrey | 0–6, 2–6 |

### Duplas: 1 (1 título)
| Legenda                           |
| --------------------------------- |
| Grand Slam (0–0)                  |
| ATP World Tour Finals (0–0)       |
| ATP World Tour Masters 1000 (0–0) |
| ATP World Tour 500 Series (0–0)   |
| ATP World Tour 250 Series (1–0)   |

| Títulos por Piso |
| ---------------- |
| Duro (0–0)       |
| Saibro (1–0)     |
| Grama (0–0)      |
| Carpete (0–0)    |

| Títulos por Local |
| ----------------- |
| Outdoors (1–0)    |
| Indoors (0–0)     |

| Resultado | Data                | Torneio                                           | Piso   | Parceiro            | Oponente                | Placar   |
| --------- | ------------------- | ------------------------------------------------- | ------ | ------------------- | ----------------------- | -------- |
| Campeão   | 12 de abril de 2015 | U.S. Men's Clay Court Championships, Houston, EUA | Saibro | Teymuraz Gabashvili | Treat Huey Scott Lipsky | 6–4, 6–4 |